# Jenna Sanz-Agero
Jenna Leah Sanz-Agero (previamente Piccolo; 10 de noviembre de 1969) es una abogada y ex-cantante estadounidense, reconocida por haber sido vocalista del grupo de rock/glam metal femenino Vixen y exvicepresidenta de la compañía Media 8 Entertainment.

## Carrera
Antes de unirse a Media 8 en 2003, Sanz-Agero fue socio fundador de la firma de abogados Business Affairs, Inc., que proporcionó servicios de negocios y asuntos legales relacionados con el desarrollo, la producción, las finanzas y la distribución de proyectos de televisión y cine. Anteriormente se desempeñó como Vicepresidenta de Asuntos Comerciales y Legales para MDP Worldwide.
Previamente vocalista de bandas locales de Los Ángeles, California, como NoNo BadDog y Belladonna, Jan Kuehnemund reclutó a Sanz-Agero para unirse a Vixen durante la gira denominada Voices of Metal en 2001 con Slaughter, Ratt y Vince Neil, vocalista de Mötley Crüe. Sanz-Agero proporcionó la voz para los álbumes Vixen Extended Versions y Live & Learn, ambos publicados en 2006.
Sanz-Agero abandonó amistosamente a Vixen y su carrera como cantante en 2013, ya que Jan Kuehnemund planeaba reunir la formación clásica con Janet Gardner, Share Ross y Roxy Petrucci; sin embargo, Kuehnemund murió el 10 de octubre de 2013 y fue reemplazado por un Gina Stile que regresaba. El 21 de enero de 2016, Sanz-Agero salió temporalmente de su retiro musical solo por una noche y apareció junto a la renovada alineación de Vixen para actuar con ellos en Anaheim, donde juntos cantaron "Love Is a Killer" del álbum de 1990  Rev It Up. Otra banda femenina, Femme Fatale, con la futura vocalista de Vixen Lorraine Lewis, sirvió como acto de apertura conjunta.
Jenna vive y trabaja en Los Ángeles y actualmente se desempeña como directora de negocios, asuntos legales y gestión estratégica del conocimiento en Netflix desde julio de 2019. Ella era vicepresidenta ejecutiva de asuntos comerciales y operaciones de la empresa The H Collective, una compañía de película, entre 2017 y 2019, y también desempeñó como presidenta de Lapin Blanc, Inc. entre 2007 y 2017.